# East of Scotland Championships 2011
Die East of Scotland Championships 2011 im Badminton fanden vom 19. bis zum 20. März 2011 in Edinburgh statt.

## Sieger und Platzierte
| Disziplin    | Gold                          | Silber                          | Bronze                             |
| ------------ | ----------------------------- | ------------------------------- | ---------------------------------- |
| Herreneinzel | Kenneth Young                 | Gordon Hoggan                   | Josh Neil                          |
| Herreneinzel | Kenneth Young                 | Gordon Hoggan                   | Matthew Carder                     |
| Dameneinzel  | Viktoria Tsvetanova           | Emma Gallacher                  | Frances Heslop                     |
| Dameneinzel  | Viktoria Tsvetanova           | Emma Gallacher                  | Hannah Laing                       |
| Herrendoppel | Thomas Bethell Keith Turnbull | Peter Hockey Duncan Leith       | Colin Hill Stewart Kerr            |
| Herrendoppel | Thomas Bethell Keith Turnbull | Peter Hockey Duncan Leith       | Michael Campbell Patrick MacHugh   |
| Damendoppel  | Fiona Archibald Emma Cook     | Lindsay Campbell Kaity Hall     | Hannah Laing Megan Richardson      |
| Damendoppel  | Fiona Archibald Emma Cook     | Lindsay Campbell Kaity Hall     | Frances Heslop Viktoria Tsvetanova |
| Mixed        | Peter Hockey Lindsay Campbell | Keith Turnbull Megan Richardson | Matthew Carder Helen McCombe       |
| Mixed        | Peter Hockey Lindsay Campbell | Keith Turnbull Megan Richardson | Patrick MacHugh Emma Cook          |